# Канелонес (департамент)
Канело́нес (исп. Canelones) — департамент на юге Уругвая. Площадь — 4 536 км². Канелонес — самый маленький по площади департамент в стране, не считая столицы Монтевидео, приравненной к департаменту по статусу. В то же время Канелонес занимает второе место в стране по количеству населения, уступая всё тому же Монтевидео (520 187 чел. против 1 319 108 чел. в столице). Административный центр департамента — одноимённый город Канелонес.

## География и экономика
На севере граничит с департаментом Флорес, на востоке — с департаментами Лавальеха и Мальдонадо, на западе — Сан-Хосе, на юго-западе — с департаментом Монтевидео. На юге Канелонес имеет выход к заливу Ла-Плата Атлантического океана.
Среднегодовая температура в Канелонесе несколько ниже чем показатели по всему Уругваю — около 15 °С по Цельсию, также как и среднегодовое количество осадков — в среднем 2000 мм.
В функционально-отраслевой структуре хозяйства департамента можно чётко проследить географический принцип. Так, центральные и северные районы Канелонеса в основном заняты сельским хозяйством. Зерновые, виноград, овощи и фрукты, выращиваемые здесь, а также производимые масло и молоко в основном обеспечивают потребности столицы. Урбанизация здесь спорадическая. Крупнейший город — административный центр департамента Канелонес. Из других выделяется один из старейших городов страны Санта-Лусия (16 425 чел.).
Юг Канелонеса — индустриальная зона, состоящая из городов-спутников Монтевидео, производящих продукцию пищевой и табачной промышленности. Наиболее крупный город — Лас-Пьедрас, в котором проживает 69 222 человека. Население городов Баррос-Бланкос (50 000 жителей) и Пандо (24 000 чел.) также превышает население административного центра.
Прибрежная полоса разделена на две зоны: города Сьюдад-де-ла-Коста (Город Побережья), включающего в себя множество пригородов Монтевидео (Шангрила, Лагомар, Солимар, Эль-Пинар), бывших когда-то самостоятельными городами, объединённые в Сьюдад-де-ла-Косту 19 октября 1994 года; и зоны Коста-де-Оро (Золотой Берег), состоящий из цепочки летних курортов от Сьюдад-де-ла-Косты до самой границы с департаментом Мальдонадо. Одним из таких курортов является городок Вилья-Аргентина. Население Сьюдад-де-ла-Косты достигает 83 888 человек. Это третий по численности населения город Уругвая после Монтевидео (1 319 108 чел.) и Сальто (101 тыс. чел).

## История
Первый населённый пункт на территории современного Канелонеса появился в 1764 году, когда была образована Санта-Лусия. В 1776 году появился нынешний административный центр (город Канелонес изначально назывался Капилья-де-Гуадалупе), а 1795 году — Лас-Пьедрас.
27 января 1816 года национальный герой Уругвая Артигас объявил об образовании департамента Канелонес. В 1830 году Канелонес стал одним из изначальных департаментов, сформировавших Восточную Республику Уругвай. В дальнейшем границы департамента почти не менялись.

## Демография
Основные показатели (на 2004 год):
- На каждые 100 женщин приходится 96,3 мужчин
- Рождаемость: 15,27 на 1 000 жителей
- Смертность: 8,1 на 1 000 жителей
- Естественный прирост: 1,862 % (2004)
- Средний возраст населения: 31,6 лет (30,6 у мужчин, 32,7 у женщин)
- Средняя продолжительность жизни (2004):
  - всего: 75,82 лет
  - мужчины: 72,17 лет
  - женщины: 79,63 лет
- Среднее количество детей в семье: 2,04
- Средние месячные расходы (для городов с населением свыше 5 000 жителей): 10 295,2 песо (326 евро, 14 700 рублей) в месяц

Населённые пункты с населением свыше 2000 человек по данным переписи 2011 года:
| Город                                      | Население, чел. (2011) |
| ------------------------------------------ | ---------------------- |
| Сьюдад-де-ла-Коста                         | 113 257                |
| Лас-Пьедрас                                | 71 258                 |
| Баррос-Бланкос                             | 31 650                 |
| Пандо                                      | 25 947                 |
| Эль-Пинар                                  | 21 091                 |
| Ла-Пас                                     | 20 524                 |
| Канелонес                                  | 19 865                 |
| Санта-Лусия                                | 16 742                 |
| Прогресо                                   | 16 244                 |
| Пасо-Карраско                              | 15 908                 |
| Вилья-Креспо-и-Сан-Андрес                  | 9 813                  |
| Колония-Николич                            | 9 624                  |
| Микрорайон Камино-дель-Андалус и дорога 84 | 9 295                  |
| Салинас                                    | 8 626                  |
| Парке-дель-Плата                           | 7 896                  |
| Сан-Рамон                                  | 7 133                  |

| Город              | Население, чел. (2011) |
| ------------------ | ---------------------- |
| Хоакин-Суарес      | 6 570                  |
| Саусе              | 6 132                  |
| Атлантида          | 5 562                  |
| Тала               | 5 089                  |
| Нептуния           | 4 774                  |
| Пинамар — Пинепарк | 4 724                  |
| Сан-Хасинто        | 4 510                  |
| Толедо             | 4 397                  |
| Вилья-Аэропарке    | 4 307                  |
| Эмпальме-Ольмос    | 4 199                  |
| Санта-Роса         | 3 727                  |
| Мариндия           | 3 543                  |
| Лас-Тоскас         | 3 146                  |
| Лос-Серрильос      | 2 508                  |
| Атлантида          | 2 274                  |
| Мигес              | 2 109                  |

## Административное деление
Департамент Канелонес делится на 30 муниципалитетов:
1. 18 мая (18 de Mayo)
2. Агуас-Корриентес (Aguas Corrientes)
3. Атлантида (Atlántida)
4. Баррос-Бланкос (Barros Blancos)
5. Канелонес (Canelones)
6. Сьюдад-де-ла-Коста (Ciudad de la Costa)
7. Колония-Николич (Colonia Nicolich)
8. Эмпальме-Ольмос (Empalme Olmos)
9. Ла-Флореста (La Floresta)
10. Ла-Пас (La Paz)
11. Лас-Пьедрас (Las Piedras)
12. Лос-Серрильос (Los Cerrillos)
13. Мигес (Migues)
14. Монтес (Montes)
15. Пандо (Pando)
16. Парке-дель-Плата (Parque del Plata)
17. Пасо-Карраско (Paso Carrasco)
18. Прогресо (Progreso)
19. Салинас (Salinas)
20. Сан-Антонио (San Antonio)
21. Сан-Баутиста (San Bautista)
22. Сан-Хасинто (San Jacinto)
23. Сан-Рамон (San Ramón)
24. Санта-Лусия (Santa Lucía)
25. Санта-Роса (Santa Rosa)
26. Саусе (Sauce)
27. Хоакин-Суарес (Joaquín Suárez)
28. Соса (Soca)
29. Тала (Tala)
30. Толедо (Toledo)